# Ministère du Développement social et de la Migration
Le ministère du Développement social et de la Migration (arménien : Սոցիալական զարգացման և միգրացիայի նախարարություն ; russe : Министерство социального развития и миграции) est un organe d'administration du Haut-Karabagh (république d'Artsakh).